# Liste paraguayischer Auslandsvertretungen

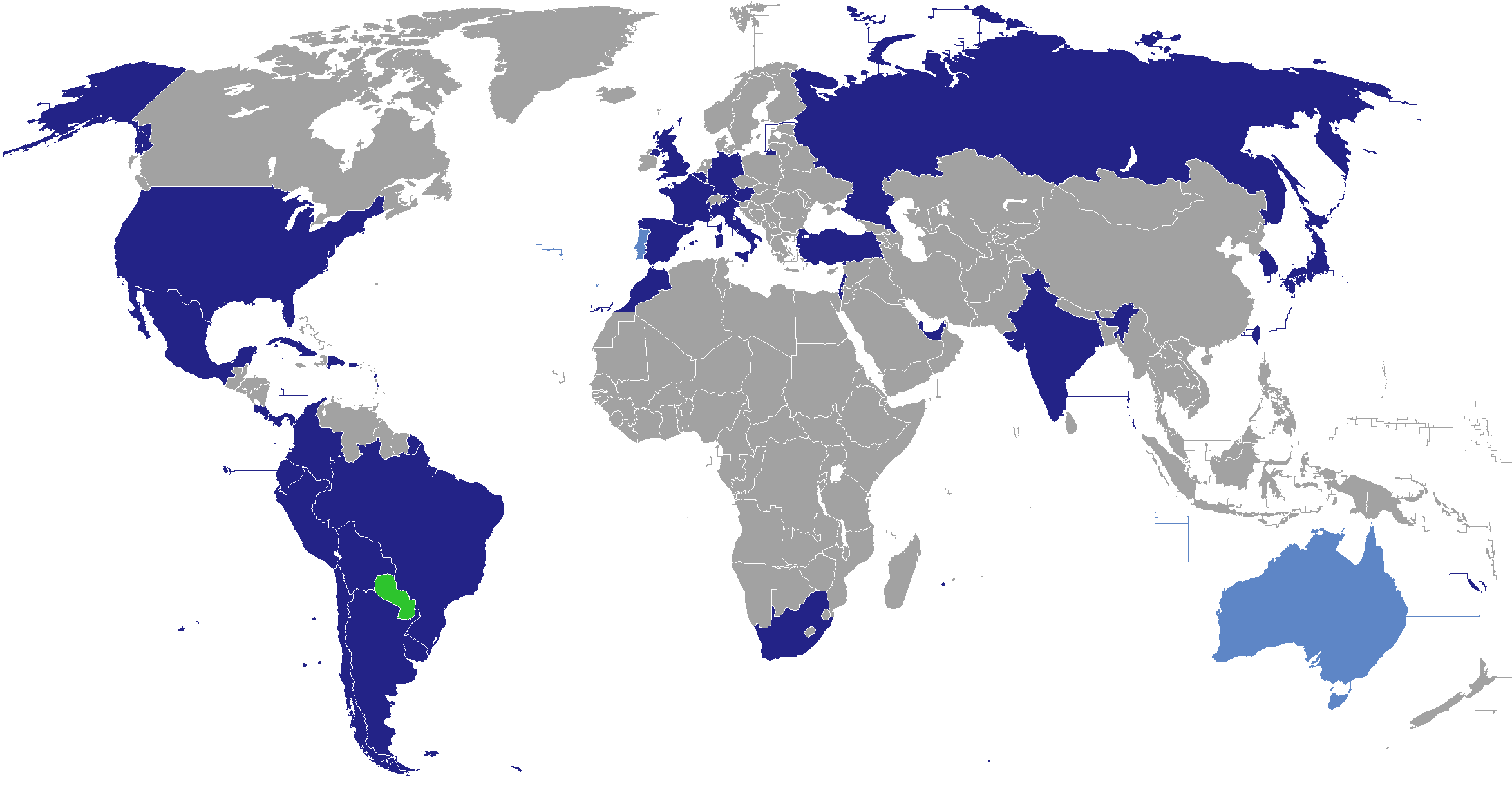
Karte von Diplomatischen Vertretungen von Paraguay

Paraguay ist das einzige südamerikanische Land, welches eine Botschaft in der Republik China (d. h. Taiwan) anstelle der Volksrepublik China unterhält. Untenstehend eine Auflistung der Botschaften, Generalkonsulate, Konsulate und Ständigen Vertretungen Paraguays.

## Botschaften und Konsulate

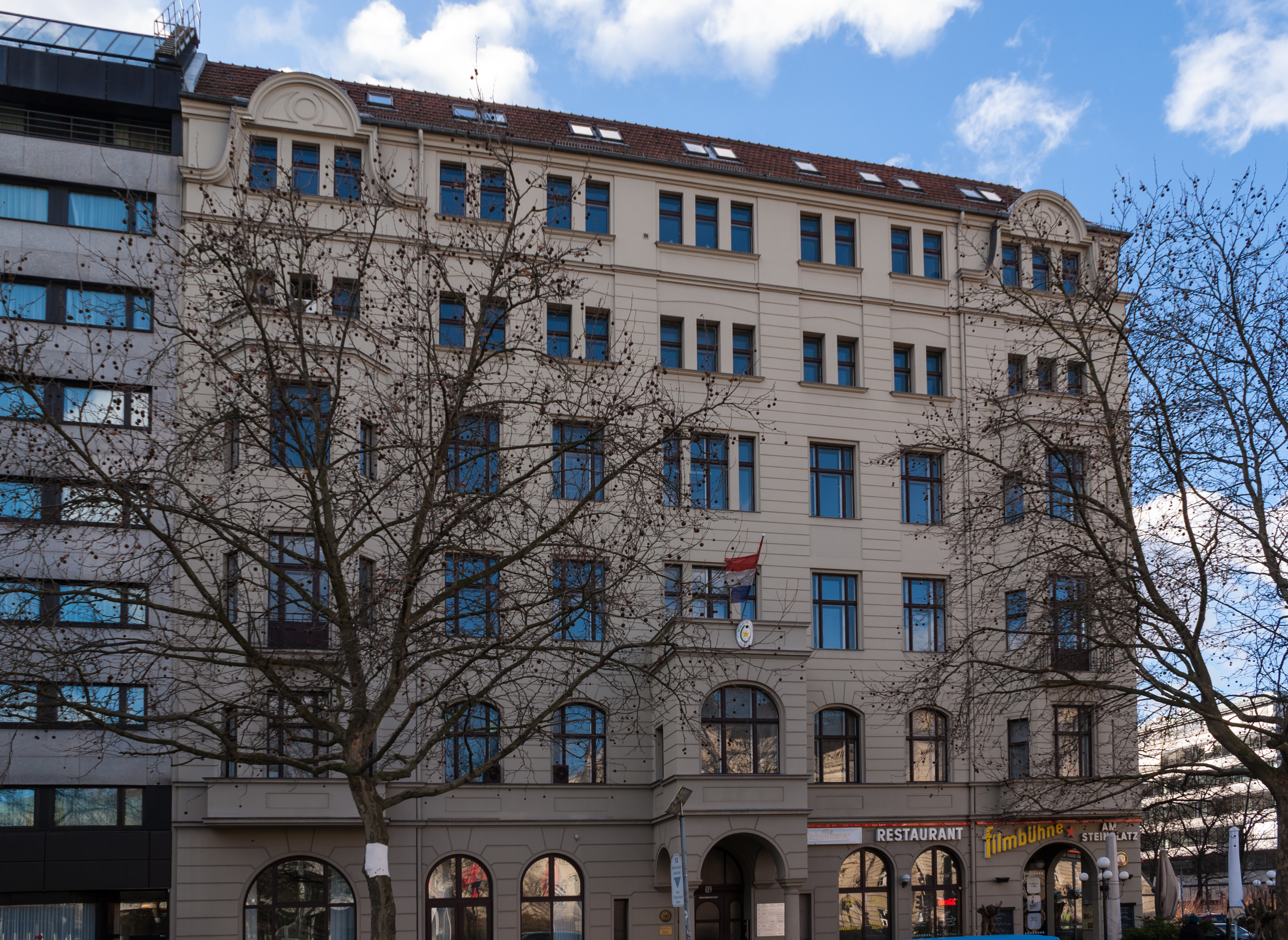
Botschaft in Berlin-Charlottenburg

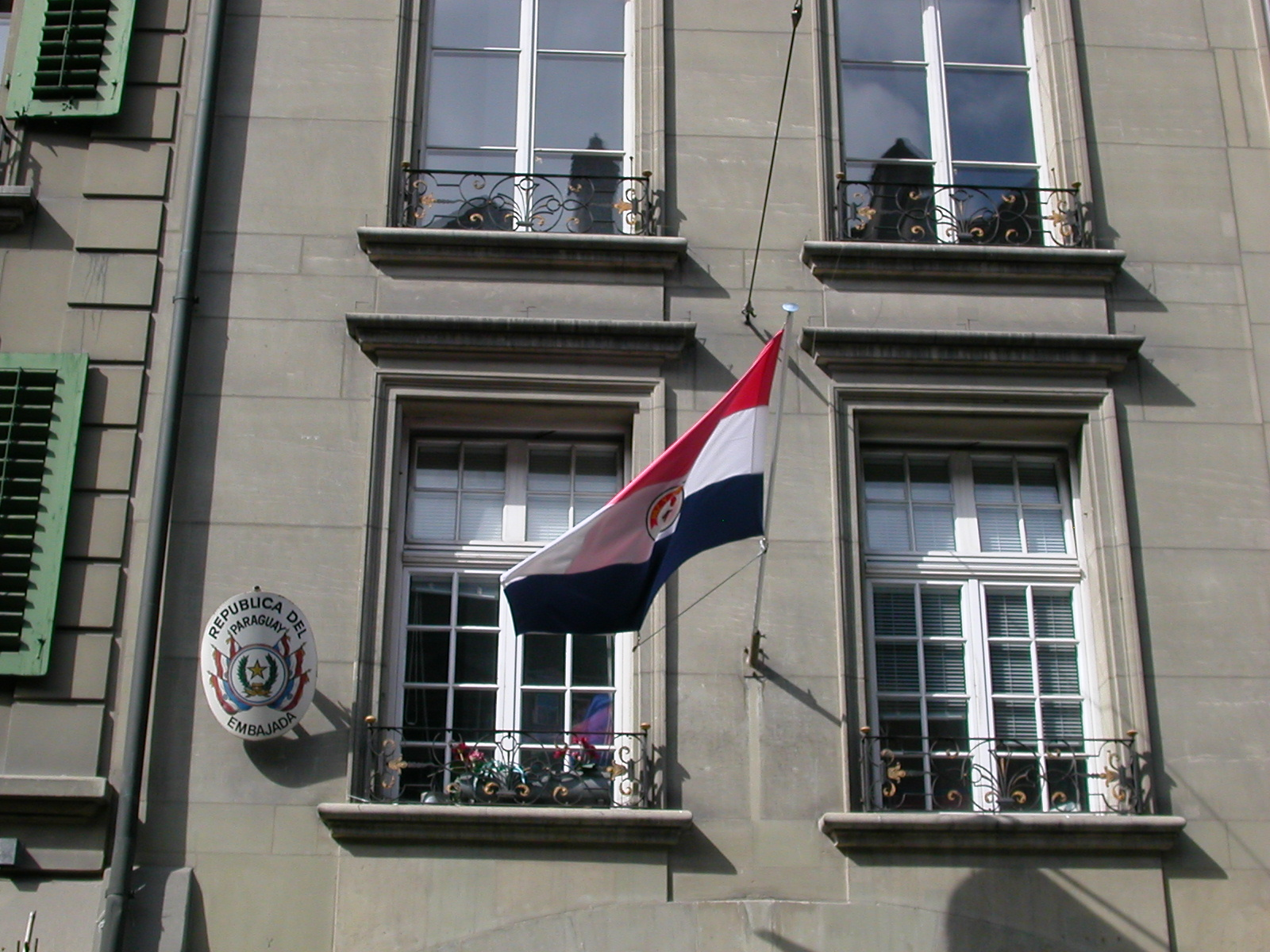
Paraguayische Botschaft in Bern

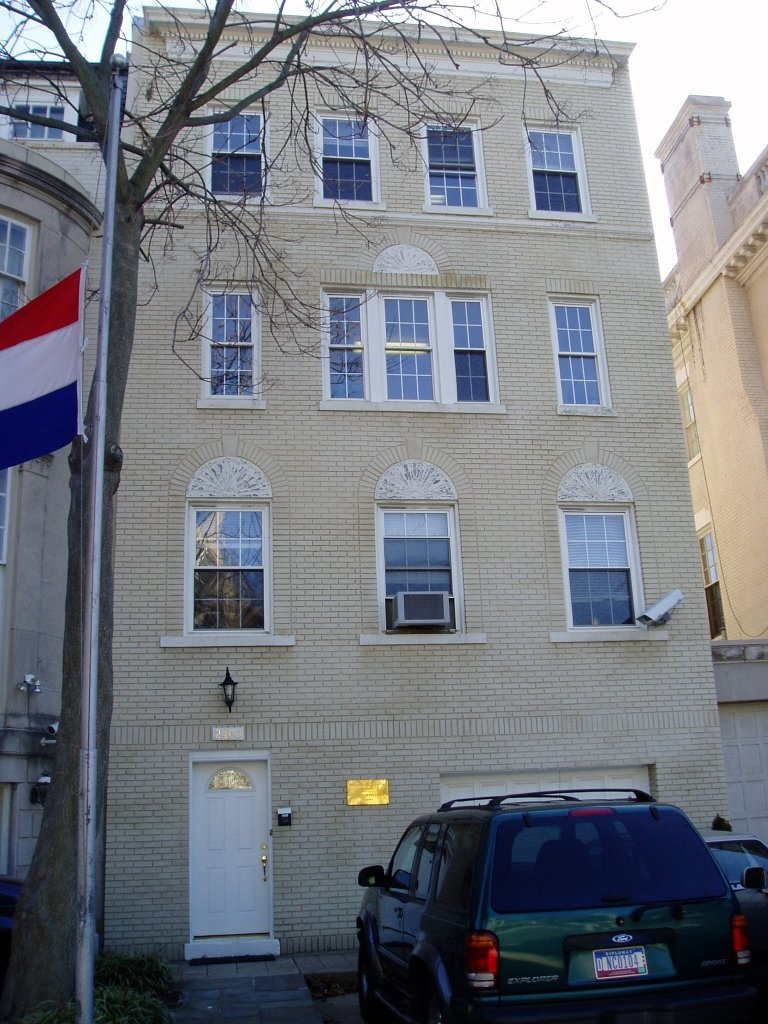
Paraguayische Botschaft in Washington D.C.

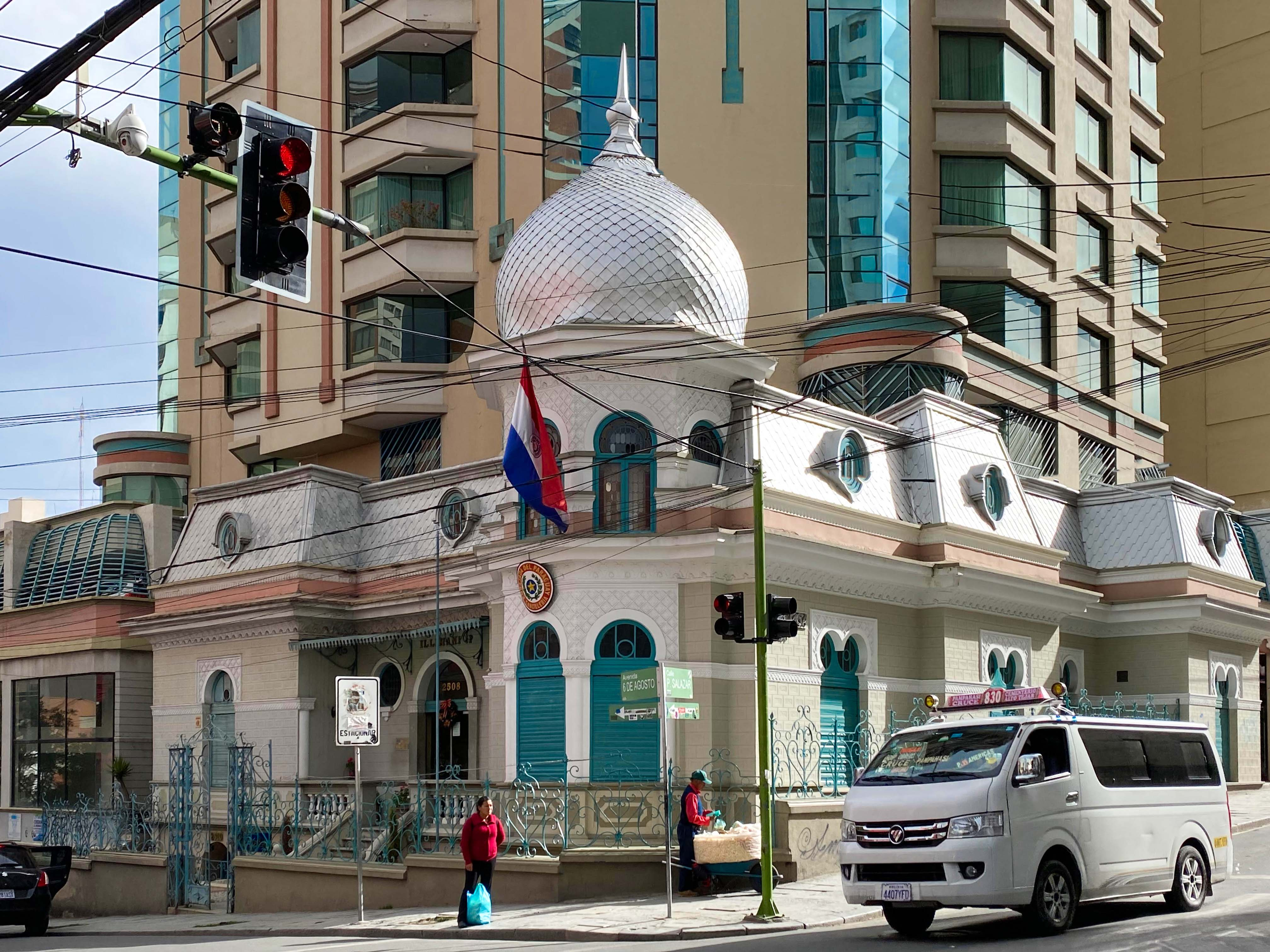
Paraguayische Botschaft in La Paz

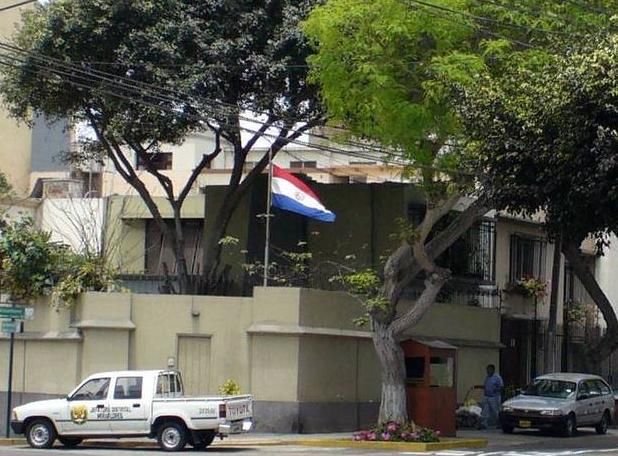
Paraguayische Botschaft in Lima

### Afrika
- Ägypten: Kairo, Botschaft
- Marokko: Rabat, Botschaft
- Südafrika: Pretoria, Botschaft

### Asien
- Indien: Neu-Delhi, Botschaft
- Israel: Tel Aviv, Botschaft
- Japan: Tokio, Botschaft
- Katar: Doha, Botschaft
- Libanon: Beirut, Botschaft
- Südkorea: Seoul, Botschaft
- Taiwan: Taipeh, Botschaft
- Türkei: Ankara, Botschaft
- Vereinigte Arabische Emirate: Abu Dhabi, Botschaft

### Australien und Ozeanien
- Australien: Canberra, Botschaft

### Europa
- Belgien: Brüssel, Botschaft
- Deutschland: Berlin, Botschaft
  -  Deutschland: Frankfurt am Main, Generalkonsulat
- Frankreich: Paris, Botschaft
- Heiliger Stuhl: Vatikanstadt, Botschaft
- Italien: Rom, Botschaft
- Österreich: Wien, Botschaft
- Portugal: Lissabon, Botschaft
- Russland: Moskau, Botschaft
- Schweiz: Bern, Botschaft
- Spanien: Madrid, Botschaft
  -  Spanien: Barcelona, Generalkonsulat
  -  Spanien: Málaga, Generalkonsulat
- Vereinigtes Königreich: London, Botschaft

### Nordamerika
- Costa Rica: San José, Botschaft
- Dominikanische Republik: Santo Domingo, Botschaft
- Kanada: Ottawa, Botschaft
- Kuba: Havanna, Botschaft
- Mexiko: Mexiko-Stadt, Botschaft
- Panama: Panama-Stadt, Botschaft
- Vereinigte Staaten: Washington, D.C., Botschaft
  -  Vereinigte Staaten: Los Angeles, Generalkonsulat
  -  Vereinigte Staaten: Miami, Generalkonsulat
  -  Vereinigte Staaten: New York, Generalkonsulat

### Südamerika
- Argentinien: Buenos Aires, Botschaft
  -  Argentinien: Clorinda, Konsulat
  -  Argentinien: Córdoba, Konsulat
  -  Argentinien: Corrientes, Konsulat
  -  Argentinien: Formosa, Konsulat
  -  Argentinien: Mendoza, Konsulat
  -  Argentinien: Formosa, Konsulat
  -  Argentinien: Neuquén, Konsulat
  -  Argentinien: Posadas, Konsulat
  -  Argentinien: Puerto Iguazú, Konsulat
  -  Argentinien: Resistencia, Konsulat
  -  Argentinien: Rosario, Konsulat
  -  Argentinien: Salta, Konsulat
  -  Argentinien: San Justo (Partido La Matanza), Konsulat
- Bolivien: La Paz, Botschaft
  -  Bolivien: Santa Cruz de la Sierra, Generalkonsulat
  -  Bolivien: Villamontes, Konsulat
- Brasilien: Brasília, Botschaft
  -  Brasilien: Campo Grande, Generalkonsulat
  -  Brasilien: Curitiba, Konsulat
  -  Brasilien: Foz do Iguaçu, Generalkonsulat
  -  Brasilien: Guaíra, Konsulat
  -  Brasilien: Ponta Porã, Konsulat
  -  Brasilien: Porto Alegre, Generalkonsulat
  -  Brasilien: Puerto Murtinho, Konsulat
  -  Brasilien: Rio de Janeiro, Generalkonsulat
  -  Brasilien: São Paulo, Generalkonsulat
- Chile: Santiago de Chile, Botschaft
  -  Chile: Iquique, Generalkonsulat
- Ecuador: Quito, Botschaft
- Kolumbien: Bogotá, Botschaft
- Peru: Lima, Botschaft
- Uruguay: Montevideo, Botschaft

## Ständige Vertretungen bei internationalen Organisationen
- Organisation Amerikanischer Staaten: Washington, D.C., Ständige Mission
- Vereinte Nationen: Genf, Ständige Vertretung
- Vereinte Nationen: New York, Ständige Vertretung
- Lateinamerikanische Integrationsvereinigung und Mercosur: Montevideo, Ständige Mission